# جيمي والتر
جيمي والتر (بالإنجليزية: Jimmy Walter)‏ هو رائد أعمال أمريكي، ولد في 1947 في Old Fort Erie ‏ في كندا.